# Muqawqis
Muqawqis, nome arabo con cui è conosciuto Kyros (fl. VII secolo), è stato un patriarca egiziano vissuto nel VII secolo.

## Biografia
Sotto il nome di Muqawqis in arabo ﻣﻘﻮﻗﺲ‎?, le fonti arabo-musulmane indicano il patriarca cristiano melchita di Alessandria d'Egitto, che nel 641, in forte polemica con Bisanzio per motivi legati alla vibrante polemica riguardante la natura di Cristo, trattò la resa a condizione della città,  consegnandola nelle mani delle forze islamiche di ʿAmr b. al-ʿĀṣ, consentendo loro la conquista totale dell'Egitto bizantino.
In cambio del pagamento della jizya e del kharāj, i cristiani ricevettero le più ampie garanzie che nulla sarebbe stato loro requisito, nonché la più assoluta libertà di pratica religiosa, fatti salvi i divieti di proselitismo e d'intelligenza col nemico del nuovo governo islamico.
Il Patriarca in realtà si chiamava Kyros (Ciro) ed era stato vescovo di Phasis prima di diventare Patriarca. La storpiatura del suo nome appare come il risultato della deformazione del suo soprannome Kawkàsios (Caucasico), derivantegli dall'essere stato precedentemente titolare della diocesi di Phasis, in Colchide.